# A Vingança do Boneco Vivo
Revenge of the Living Dummy (No Brasil e em Portugal: A Vingança do Boneco Vivo) é um dos livros da série Goosebumps HorrorLand, escrita por R.L. Stine.

## Sinopse
Britney Crosby acha o primo Ethan muito insuportável, ainda mais depois que ele começou a atormentá-la com um velho boneco de ventríloquo. Mas as travessuras de Ethan não chegam nem perto das maldades que o boneco pode cometer por conta própria. Alguém vai receber um convite para umas férias num conhecido "parque de terror", mas as coisas lá são perigosas.